# Dorset (enhetskommun)
Dorset är en enhetskommun i det ceremoniella grevskapet Dorset i England, Storbritannien. Kommunen har 383 274 invånare (2022). Administrativ huvudort är Dorchester och största ort är Weymouth.
Den bildades den 1 april 2019 genom en sammanslagning av distrikten East Dorset, North Dorset, Purbeck, West Dorset och Weymouth and Portland.
Kommunen omfattar den del av det ceremoniella grevskapet Dorset som inte tillhör enhetskommunen Bournemouth, Christchurch and Poole. Större orter är Bridport, Dorchester, Gillingham, Sherborne, Verwood, Weymouth och Wimborne Minster. 
Den är indelad i cirka 259 civil parishes för visst lokalt självstyre.